# Renault C
Renault C — крупнотоннажный грузовой автомобиль, производящийся французской компанией Renault Trucks с 2013 года. Пришёл на смену семейству Renault Premium. Renault C может оснащаться одной из 4 типов кабин: дневной короткой, её удлинённой версией со спальным местом и стандартной крышей, кабиной с высокой крышей и спальным отсеком, а также среднеразмерной кабиной шириной 2,3 м. Первые три кабины аналогичные кабинам Renault T и имеют ширину 2,5 м, последняя кабина взята от модели Renault D.
Кроме кабин покупатель может выбрать передние подвески грузоподъёмностью от 7,5 до 9 тонн. Модель C оснащается параболической задней подвеской грузоподъёмностью от 13 до 26 тонн.

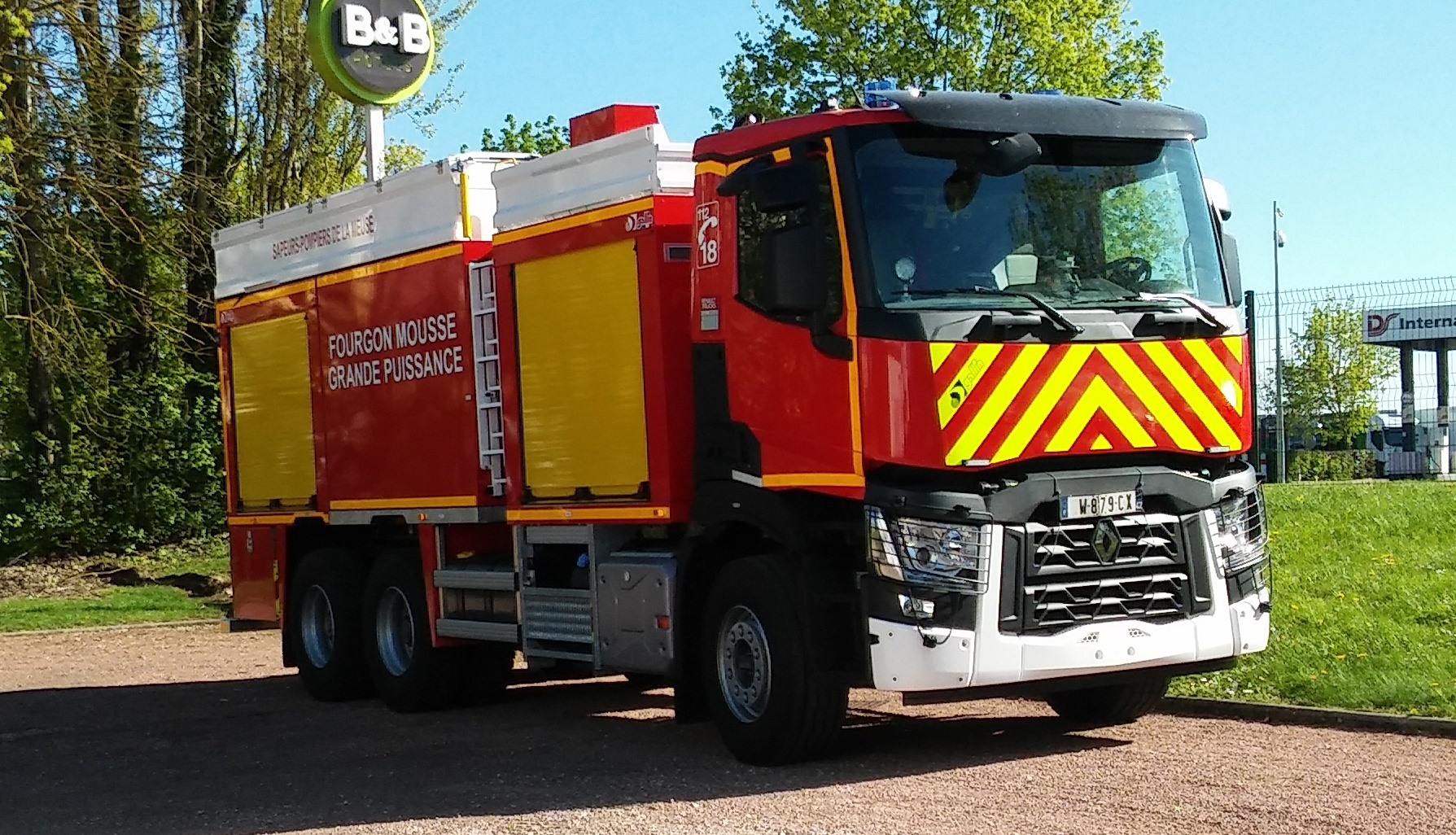
Пожарный Renault C с дневной короткой кабиной

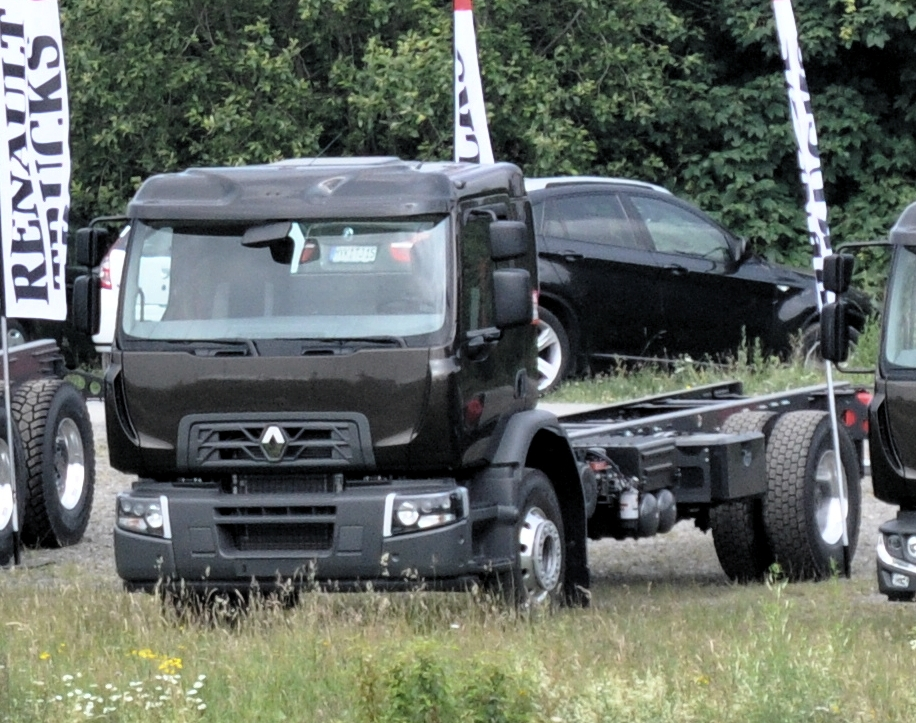
Шасси со среднеразмерной кабиной шириной 2,3 м

### Кабина шириной 2,3 м
| Двигатель | Количество и расположение цилиндров | Объём | Мощность            | Крутящий момент | Нормы выбросов |
| --------- | ----------------------------------- | ----- | ------------------- | --------------- | -------------- |
| DTI 8     | Р6                                  | 7,7 л | 186 кВт (250 л. с.) | 950 Н*м         | Евро-6         |
| DTI 8     | Р6                                  | 7,7 л | 209 кВт (280 л. с.) | 1050 Н*м        | Евро-6         |
| DTI 8     | Р6                                  | 7,7 л | 239 кВт (320 л. с.) | 1200 Н*м        | Евро-6         |

### Кабина шириной 2,5 м
| Двигатель | Количество и расположение цилиндров | Объём  | Мощность            | Крутящий момент | Нормы выбросов |
| --------- | ----------------------------------- | ------ | ------------------- | --------------- | -------------- |
| DTI 11    | Р6                                  | 10,8 л | 279 кВт (380 л. с.) | 1850 Н*м        | Евро-6         |
| DTI 11    | Р6                                  | 10,8 л | 316 кВт (430 л. с.) | 2040 Н*м        | Евро-6         |
| DTI 11    | Р6                                  | 10,8 л | 338 кВт (460 л. с.) | 2250 Н*м        | Евро-6         |
| DTI 13    | Р6                                  | 12,8 л | 324 кВт (440 л. с.) | 2250 Н*м        | Евро-6         |
| DTI 13    | Р6                                  | 12,8 л | 353 кВт (480 л. с.) | 2400 Н*м        | Евро-6         |
| DTI 13    | Р6                                  | 12,8 л | 382 кВт (520 л. с.) | 2550 Н*м        | Евро-6         |